# Hypervariabilní oblast
Hypervariabilní oblast, HVR (z anglického Hypervariable Region), je místo v jaderné DNA nebo D-smyčce mitochondriální DNA, ve kterém se opakují bázové páry nukleotidů (obsahují tedy tzv. repetitivní DNA). Opakování v hypervariabilní oblasti jsou velmi polymorfní.

## Genetická genealogie
V lidské mitochondriální DNA se nacházejí dvě hypervariabilní oblasti, které se využívají pro genealogická testování DNA. HVR1 se považuje za oblast nízkého rozlišení, zatímco HVR2 za oblast s rozlišením vysokým. Takové testy slouží k určení mitochondriální haploskupiny jedince. Oblast HVR1 se nachází na pozicích 16001-16568, HVR2 pak v rozsahu 001-574.